# 사념처 (좌선삼매경)
대승불교 경전으로 구마라습이 한역한 《좌선삼매경》(坐禪三昧經) 하권에서는 초기 불교의 주요 수행법인 4념처를 대승불교의 입장에서 꽤 많은 분량으로 다루고 있다.
《좌선삼매경》에 따르면 4념처를 닦는 이유는 몸 · 느낌 · 마음 · 법이 진실로 무상(無常) · 고(苦) · 무아(無我) · 부정(不淨)임에도 불구하고 전도(顚倒)된 상태에서 이들을 상(常) · 낙(樂) · 아(我) · 정(淨)이라 여기고 있어 이들에 집착하여 떠나지 못하고 있어 이러한 전도된 상태를 깨뜨리기 위한 것이다.
《좌선삼매경》에서는 몸 · 느낌 · 마음 · 법 중에서 특히 몸에 대해 네 가지 전도를 일으키는 상태, 즉, 몸에 대해 상전도(常顛倒) · 낙전도(樂顛倒) · 정전도(淨顛倒) · 아전도(我顛倒)을 일으켜 몸에 대해 애착하는 상태를 가장 낮은 상태의 중생이라고 말하고 있다.
《좌선삼매경》에서는 4념처를 닦아 몸 · 느낌 · 마음 · 법이 진실로 무상(無常) · 고(苦) · 무아(無我) · 부정(不淨)임을 깨우쳤다면, 진실로 구해야 하는 것이 열반이라는 최선의 법[涅槃最善法]임을 알고 그 가운데 들어가서 머물러야 한다고 말한다. "정진의 힘으로 깊은 선정에 들어 4념처 중 법념처에서 모든 존재의 실상을 관하건대 모든 것이 괴로움이어서 즐거움이 없으며 괴로움은 애착 등의 여러 가지 번뇌와 업에서 연유한다는 것을 알아 열반으로 들어간다. 그리하여 이 괴로움은 일체가 남김없이 사라진다."
《좌선삼매경》에 따른 4념처, 즉, 신념처(身念處) · 수념처(受念處) · 심념처(心念處) · 법념처(法念處)는 다음과 같다.

## 신념처
몸은 인연따라 생긴 것이기 때문에 무상(無常)하고, 또한 몸은 갖가지로 괴롭기 때문에 고(苦)이고, 또한 몸에는 36가지 물건[三十六物]이 있기 때문에 부정(不淨)하고, 자재(自在)하지 않기 때문에 무아(無我)이다.
《좌선삼매경》에 따르면  이와 같은 관찰을 내신(內身), 외신(外身), 내외신(內外身)에 대해 수행하는 것이 신념처(身念處)이다.  달리 말해, 다음과 같은 수행을 신념처라고 한다.
1. 몸은 인연 따라 생기는 것이라고 관찰하여 무상(無常)하다고 알아차리는 수행
2. 몸은 질병 등과 같은 갖가지로 괴로운 것을 겪으므로 고(苦)라고 알아차리는 수행
3. 몸에는 부정(不淨)한 즉 예쁜 것이 아닌(ugly) 36가지 구성요소 즉 36물(三十六物)이 있으므로 몸은 부정(不淨)한 것이라고 알아차리는 수행
4. 몸은 자재한 것, 즉, 스스로 존재하며 스스로의 뜻에 따라 자유로이 주재하는 존재가 아니므로 무아(無我)라고 알아차리는 수행
5. 1~4의 수행을 자신[內身]에게  적용하는 수행
6. 1~4의 수행을 다른 사람[外身]에게  적용하는 수행
7. 1~4의 수행을 자신과 다른 사람[內外身]에게 (동시에? 교대로?) 적용하는 수행

수행 3에서의 36물(三十六物)은 다음을 말한다.
1. 발(髮): 머리털[9][10]
2. 모(毛): 몸털[11][12]
3. 조(爪): 손톱[13][14]
4. 치(齒): 이빨[15][16]
5. 치(眵): 눈곱[17][18]
6. 누(淚): 눈물[19][20]
7. 연(涎): 콧물[21][22]
8. 타(唾): 침[23][24]
9. 시(屎): 똥[25][26]
10. 요(尿): 오줌[27][28]
11. 구(垢): 때[29][30]
12. 한(汗): 땀[31][32]
13. 피(皮): 피부 겉면, skin (outer)[33][34]
14. 부(膚): 피부 안쪽면, 살갗, skin[35][36]
15. 혈(血): 피, blood[37][38]
16. 육(肉): 살, muscle[39][40]
17. 근(筋): 힘줄, sinew[41][42]
18. 맥(脈): 혈관, veins[43][44]
19. 골(骨): 뼈, bones[45][46]
20. 수(髓): 골수, marrow[47][48]
21. 방(肪): 지방(굳기름), fat[49][50][51]
22. 고(膏): 기름기, flesh[52][53]
23. 뇌(腦): 뇌, brains[54][55]
24. 막(膜): 횡격막, 장간막, membrane[56][57]
25. 간(肝): 간장[58][59]
26. 담(膽): 쓸개[60][61]
27. 장(腸): 창자(큰창자 + 작은창자)[62][63]
28. 위(胃): 위장[64][65]
29. 비(脾): 비장, 지라[66][67][68]
30. 신(腎): 신장[69][70]
31. 심(心): 심장[71][72]
32. 폐(肺): 폐[73][74]
33. 생장(生臟)
34. 숙장(熟臟)
35. 적담(赤痰): 붉은 빛이 섞인 가래[75]
36. 백담(白痰): 묽고 허연 가래[76]

## 수념처
신념처에서 밝힌 바와 같이 몸의 실상이 무상(無常) · 고(苦) · 부정(不淨) · 무아(無我)임에도 불구하고 전도된 견해를 일으켜 몸에 집착하는 것은 몸으로 느끼는 즐거운 느낌[樂痛 = 樂受]을 애착하기 때문이다. 따라서 즐거운 느낌[樂痛 = 樂受]이 '진실로 얻을 수  없는 것[實不可得]'이라는 것을 관해야만 한다. 즉, 즐거운 느낌이란 '진실한 즐거움이 아니다'는 것을, 달리 말하면, '늘 있는 즐거움이 아니다'는 것을 관해야만 한다.
진실한 즐거움이 아니라는 것은 다음과 같은 것을 말한다.
- 좋은 옷과 맛있는 음식으로 인해 즐거움에 이르기 때문에 즐거운 것이 '진실로' 있다고 하지만, 지나치면 괴로움이 생긴다. 즉, 때와 장소에 맞지 않게 옷이 과도하게 화려하면 남의 나무람을 듣게 되고, 맛있는 음식을 많이 먹으면 배탈이 난다. '진실한' 즐거움이라면 상황에 따라 변하지 않고 항상 즐거운 것이어야 한다. 따라서 좋은 옷과 맛있는 음식은 진실한 즐거움이 아니다.[79][80]
- 종기에 약을 발라서 통증이 멈추면 즐거우므로 즐거운 것이 '진실로' 있다고 하지만,  이것은 커다란 괴로움 때문에 작은 괴로움을 즐거움이라고 말하는 것이므로 진실한 즐거움이 아니다.[79][80]
- 무거운 것을 메고 있다가 어깨를 바꾸면 즐거우므로 즐거운 것이 '진실로' 있다고 하지만. 이것은 옛날의 괴로움을 괴로움으로 삼고 새로운 괴로움을 즐거움으로 삼은 것이므로 진실한 즐거움이 아니다.[79][80]
- 불은 항상 뜨겁고 잠시도 차가운 때가 없는 것처럼, 진실한 즐거움이라면 불처럼 언제나 즐거운 것이어야 한다. 잠시라도 즐거움이 멈춘다면 그것은 진실한 즐거움이 아니다.[79][80]
- 음욕을 향유하는 것은 진정한 즐거움이 아니다. 왜 그런가 하면, 만일 음욕의 향유가 안에 있다면 바깥에서 여색을 찾을 이유가 없다. 내재하는 것이 아니라 외재하는 여색을 찾는다는 것은 때로는 음욕의 향유가 있어서 즐거움이 있고 때로는 음욕의 향유가 없어서 괴로움이 있다는 것이다. 진정한 즐거움이라면 때나 장소에 관계 없이 항상 즐거운 것이어야 하는데, 그렇지 않으므로 음욕을 향유하는 것은 진정한 즐거움이 아니다.[81][82]
- 욕망이 불타오르면 욕망으로 즐거움을 삼지만, 노년에는 욕망을 싫어하고 욕망이 즐거움이 아니란 것을 아니, 만일 진실로 즐거움의 모습이라면 마땅히 싫어해서는 안 될 것이다.[83][84]
- 커다란 괴로움 속에서 작은 괴로움으로 즐거움을 삼으니, 마치 사람이 죽어 마땅한데 생명을 보전하기 위해 채찍을 받고 이것으로 즐거움을 삼는다.[81][82]
- 갖가지 인연으로, 즉, 조건이 갖추어져서 즐거움이 나타나지만 진실한 즐거움은 얻을 수 없다. 인연 즉 조건이 다하면 그것은 사라지고, 사라지면 괴로움이 되기 때문이다.[81][82]

이러한 이치와 근거에 바탕하여 즐거운 느낌이란 진실한 즐거움이 아니라는 것을 관해야 한다. 즉, 고정된 즐거운 느낌, 혹은, 고정된 괴로운 느낌, 혹은 고정된 즐겁지도 괴롭지도 않은 느낌이란 존재하지 않으며, 인연 즉 조건에 따라 바뀌는 것이므로, 이러한 변화와 생멸과 무상을 적극적으로 해석하여 "즐거운 느낌을 마땅히 괴로운 느낌이라고 관하고, 괴로운 느낌을 마땅히 즐거운 느낌이라고 관하고, 괴롭지도 즐겁지도 않은 느낌을 생멸하는 무상한 것이라고 관해야 한다." 이러한 관찰을 수념처(受念處)라고 한다.

## 심념처
마음은 괴로움과 즐거움을 받고 또한 괴롭지도 않고 즐겁지도 않는 것도 받는다는 것을 알아차려야 한다. 즉, 고타마 붓다의 말씀처럼, "허깨비와 같고 요술과 같으니, 현재의 마음으로 과거의 마음을 관하면 혹은 괴로움이고, 혹은 즐거움이며, 혹은 괴로움도 아니고 즐거움도 아니다. 마음은 각각 다르고, 각각 없어진다. 욕심이 있든 욕심이 없든 역시 이와 같아서, 각각 다르고 각각 없어진다. 안의 마음을 관하든 밖의 마음을 관하든, 아니면 안팎의 마음을 관하든 역시 이와 같다"고 하였으니, 이와 같이 관찰하는 것을 심념처(心念處)라 한다.
이렇게 관찰할 수 있게 되는 이치 또는 근거는 다음과 같다.
- 마음 즉 6식(안식 · 이식 · 비식 · 설식 · 신식 · 의식)은 무상(無常)하여, 인연을 쫓아 생겼다가 멸하는 것으로 머물지 않는다. 등류 상속하여 생겨나기[相似生] 때문에, 이를 알지 못하는 전도된 인식으로, 항상하는 하나의 존재가 있다고 여겨 '마음'이라고 이름붙인 것일 뿐이다. 본래 없다가 단지 지금 있는 것[本無今有 = 空卽是色]이고 지금의 있음이 지나면 없음으로 돌아가는 것[已有還無 = 色卽是空]이다. 그러므로 무상하다.[85][86]
- 마음의 본성을 관찰해 보면 공(空)임을 알게 되니, 무엇을 공이라 하는가? 공이란 인연 따라 생기는 것을 말한다.[85][86]
- 눈이 있고, 물질이 있고, 눈이 볼 수 있고, 기억할 수 있는 념(念)이 있고, 보고자 하는 욕구가 있어서 이와 같은 것들이 다 화합할 때 비로소 안식이 생긴다. 마치 해가 돋보기를 사랑함이 있고, 해가 있고, 돋보기가 있고, 마른 풀이 있고, 쇠똥이 있어서 이 모든 인연이 화합하여 거기에서 불이 생기는 것과 같다. 하나하나를 미루어 찾으면 불은 얻을 수 없지만, 모든 인연 즉 조건이 합하여 불이 있다.[85][86]
- 안식도 이 불과 같다. 따라서, 안식은 눈에도 머물지 않고, 물질에도 머물지 않으며, 눈과 물질의 중간에도 머물지 않으므로(즉, 중간에 머문다는 말은 반은 눈에 있고 반은 물질에 있다는 말 외에 다른 것이 아니다. 그런데 이미 눈에도 머물지 않고 물질에도 머물지 않는다고 했으니, 다시 반은 눈에 있고 반은 물질에 있다고 말할 수 없다.), 항상 머물러 있는 곳이 없다. 그럼에도 불구하고 없는 것은 아니다. 그러므로 허깨비와 같고 요술과 같다.[87][88]
- 현재의 마음으로 과거의 마음을 관하면 혹은 괴로움이고, 혹은 즐거움이며, 혹은 괴로움도 아니고 즐거움도 아니다.[87][88]
- 마음은 각각 다르고, 각각 없어진다.[87][88]
- 욕심이 있든 욕심이 없든 역시 이와 같아서, 각각 다르고 각각 없어진다.[87][88]
- 안의 마음, 즉, 나의 마음을 관해 보아도, 역시 이와 같음을 알 수 있다.[87][88]
- 밖의 마음, 즉, 다른 사람의 마음을 관해 보아도, 역시 이와 같음을 알 수 있다.[87][88]
- 안팎의 마음, 즉, 나의 마음과 다른 사람의 마음, 즉, 집단의 마음을 관해 보아도, 역시 이와 같음을 알 수 있다.[87][88]

## 법념처
앞에서 몸과 느낌과 마음이 '얻을 수 없는 것[不可得]'임을 관하였는데, 즉, 실체가 없음을, 즉, 주인이 없음을, 즉 공임을 관하였는데, 이제 4념처 전체를 총괄하여 관하여도 주인을 얻을 수 없으며 개별로 관하여도 주인을 얻을 수 없다.  이와 같이 두루 주인이 없음을 관하면, 일체의 존재는 모두가 공이며 자재하지 못해서, 인연이 화합하기 때문에 생기고 인연이 무너지기 때문에 없어진다. 이와 같이 인연이 화합하여 법이 되니, 이와 같이 관찰하는 것을 법념처(法念處)라 한다.
이렇게 관찰할 수 있게 되는 이치 또는 근거는 다음과 같다.
- 마음은 누구에 속한다고 할 수 있는가? 상(想) · 사(思) · 염(念) · 욕(欲) 등의 마음과 상응하는 온갖 법들, 즉, 마음작용을 관찰하여 그 주인을 찾아봐도 주인을 얻을 수 없다. 또한 마음과 상응하지 않는 온갖 법들, 즉, 심불상응행법들을 관찰하여 그 주인을 찾아봐도 주인을 얻을 수 없다.[89][90]
- 그 이유는 이 모든 온갖 법들, 즉, 모든 마음작용과 심불상응행법들도 인연 따라 생기는 것이기 때문이다.[89][90]
- 인연 따라 생기는 것이기 때문에 이들은 모두 무상하며, 무상하기 때문에 괴로움이고, 괴로움이기 때문에 자재하지 못하여(역으로 말해, 자재하는 존재만이 자기 마음대로 할 수 있으므로 괴롭지 않다), 자재하지 못하기 때문에 주인이 없고, 주인이 없기 때문에 공하다.[89][90]
- 앞에서는 몸, 느낌, 마음에 대해 이들 각각이 얻을 없는 것, 즉, 주인이 없는 것, 즉 공임을 관하였는데, 이제 4념처 전체를 총괄하여 관하여도 그 주인을 얻을 수 없고, 4념처 각각을 개별로 관하여도 주인을 얻을 수 없다.[89][90]
- 만일 항상함[常]을 얻을 수 없다면, 무상(無常)도 역시 얻을 수 없다. 이 둘은 서로 의지하여 존재하는 것이기 때문이다.[91][92]
- 그리고 항상하는 존재라면 마땅히 항상 괴로운 존재이거나 항상 즐거운 존재이거나 해야 한다. 중간에 잠시 즐거운 존재가 된다거나 잠시 괴로운 존재가 되는 일은 없어야 한다.[91][92]
- 이러한 전제하에, 만일 정신이 육신과는 별개의 항상 존재하는 즐거운 존재라면, 그것은 언제나 즐거운 존재일 터이니 누가 그를 죽인다거나 괴롭힌다거나 그에게 죄를 짓는다해도 죽임도 괴롭힘도 죄도 없어야 한다. 그렇지 않으면 그는 잠시 괴로운 존재가 되는 것이기 때문이다.[91][92]
- 죽임도 괴롭힘도 죄도 없다면 열반도 없다. 열반이 없다는 것은 열반을 추구하는 자로서는 받아들일 수 없는 기본 사항이다.[91][92](정신이 육신과는 별개의 항상 존재하는 즐거운 존재라고 보는 이는 이러한 존재 자체가 그가 추구하는 열반이다.)
- 또한 육신을 바로 정신이라고 한다면, 무상한 육신이 없어지면 정신도 없어져야만 한다. 정신이 없어졌으므로 후세 즉 윤회도 없고, 죄와 복도 없다. 그러므로 육신을 바로 정신이라고 말할 수 없다.[91][92](윤회 즉 죄와 복 즉 인과가 없다는 것은 기본 전제를 파괴하는 것으로 도저히 받아들일 수 없는 사항이다.)
- 모든 법에 대해 이와 같이 관찰해보면, 그 모든 법에서 주인이 없음을 알 수 있다.[91][92]
- 즉, 일체의 법 즉 존재 또는 현상은 모두가 공이고, 자재하지 못하다.[91][92]
- 모두가 공이고 자재하지 못하는 이유는 일체의 법이 인연이 화합하기 때문에 생겨나고 인연이 무너지기 때문에 소멸하기 때문이다.[91][92]